# Evan Ferguson
Evan Joe Ferguson (Meath, 19 de outubro de 2004) é um futebolista profissional irlandês que atua como centroavante. Atualmente joga na AS Roma , emprestado pelo Brighton & Hove Albion. Atua também pela Seleção Irlandesa de Futebol.

## Carreira

### Infância e Juventude
Natural de Bettystown, no Condado de Meath, Ferguson é filho do ex-futebolista profissional Barry Ferguson, que, ao longo da sua carreira, jogou pelo Coventry City, Colchester United, Hartlepool United, Northampton Town, Longford Town, Bohemians, Shamrock Rovers e Sporting Fingal. Quando criança, Evan era adepto do Manchester United.
Ferguson começou a sua carreira no St. Kevin's Boys, prestigiado clube escolar de Dublin. Posteriormente, integrou a formação do Bohemians, clube da League of Ireland, onde jogou nas National Underage Leagues. Em dezembro de 2020, Evan marcou no seu último jogo nas camadas jovens do clube, ajudando a equipa a conquistar a Divisão Sub-17 da Liga da Irlanda ao derrotar o rival Shamrock Rovers por 2–0 na final.

### Bohemians
A 11 de julho de 2019, com apenas 14 anos, Ferguson fez a sua estreia como sénior, num empate por 1–1 num amigável contra o Chelsea, em Dalymount Park; tornando-se o mais jovem de sempre a jogar na equipa principal do Bohemians. A sua estreia como sénior em competições oficiais aconteceu a 20 de setembro de 2019, substituindo Luke Wade-Slater nos últimos minutos de um empate por 0–0 no terreno do Derry City. A 28 de janeiro de 2020, Ferguson marcou os seus primeiros golos a nível sénior, bisando numa vitória por 4–2 num amigável de pré-época frente ao Drogheda United. Nas 2 épocas em que integrou a equipa principal do Bohemians, Ferguson participou em 4 partidas competitivas.

### Brighton
Em janeiro de 2021, Ferguson foi contratado pela academia do Brighton, clube da Premier League, que teve de competir com o Liverpool pela sua assinatura. Em 24 de agosto de 2021, Evan estreou-se pela equipa principal, substituindo Enock Mwepu aos 81 minutos de uma vitória por 2–0 no terreno do Cardiff City, do Championship, na 2ª ronda da Taça da Liga Inglesa. A 6 de setembro, foi nomeado para o prémio de Jogador do Mês da Premier League 2 para agosto. A 2 de novembro, marcou o seu primeiro golo profissional, pelos Sub-23 do Brighton, numa vitória por 2–1 em casa do Northampton, da League Two, no EFL Trophy. Ferguson recebeu o prémio de Golo do Mês do Brighton em novembro de 2021 graças a um tento frente aos Sub-23 do Everton, em Goodison Park. No dia 15 de dezembro de 2021, Evan foi pela primeira vez convocado para um jogo da Premier League, sendo suplente não utilizado numa derrota em casa por 0–1 frente ao Wolverhampton Wanderers. Em 8 de janeiro de 2022, Ferguson voltou a jogar pela equipa principal, entrando como substituto aos 76 minutos e assistindo um golo de Jakub Moder numa vitória por 2–1 (após prolongamento) no terreno do West Bromwich Albion, do Championship, na 3ª ronda da FA Cup. A 5 de fevereiro, Ferguson voltou a entrar como substituto na FA Cup, desta vez numa derrota fora por 3–1 frente ao Tottenham Hotspur. Em 19 de fevereiro de 2022, Ferguson fez a sua estreia na Premier League pelo Brighton, entrando como substituto numa derrota em casa por 0–3 frente ao último classificado Burnley.
No dia 24 de agosto de 2022, Ferguson marcou o seu primeiro golo pelo Brighton, assistido pelo seu colega de formação Cameron Peupion, aos 90+4 minutos de uma vitória por 3–0 no terreno do Forest Green Rovers, da League One, na 2ª ronda da Taça da Liga Inglesa. A 19 de outubro, no seu 18º aniversário, Ferguson assinou o seu primeiro contrato profissional pelo Brighton, mantendo-o no clube até 2026. Em 31 de dezembro, no seu 3º jogo na Premier League, Evan entrou novamente como substituto e estreou-se a marcar na competição, numa derrota em casa por 4 a 2, frente ao Arsenal, com 18 anos, e tornou-se simultaneamente o mais jovem jogador irlandês e o mais jovem jogador do Brighton a marcar na Premier League Três dias depois, em 3 de janeiro de 2023, Ferguson foi pela primeira vez titular numa partida da Premier League, marcando novamente, numa vitória por 1–4 em casa do Everton.
A 25 de abril, Ferguson renovou contrato com o Brighton até 2028.

#### Empréstimo ao West Ham
No dia 3 de fevereiro de 2025, Ferguson foi anunciado como novo reforço do West Ham. O centroavante assinou um contrato de empréstimo com os Hammers válido até o fim da temporada.

#### Empréstimo a Roma
Em 23 de julho de 2025, a Roma, da Itália, anunciou Ferguson como reforço do clube. o irlandês assinou com o clube italiano um contrato de empréstimo válido por uma temporada, com opção de compra por parte do clube de Roma.

## Carreira Internacional
Ferguson representou a República da Irlanda a nível Sub-15, Sub-17 e Sub-21. A 27 de agosto de 2021, foi convocado pela primeira vez pelos Sub-21 irlandeses, para jogos de qualificação para o Euro Sub-21 de 2023 contra Bósnia e Luxemburgo. Fez a sua estreia pelos Sub-21 a 3 de setembro, numa vitória por 0–2 sobre a Bósnia em Zenica
Em novembro de 2022, Ferguson foi convocado pela primeira vez pela Seleção principal da Irlanda, para amigáveis contra Noruega e Malta. A sua estreia pela seleção ocorreu a 17 de novembro, contra a Noruega, substituindo Alan Browne aos 89 minutos de uma derrota em casa por 1 2. A 22 de março de 2023, Ferguson fez o seu primeiro jogo a titular pela Irlanda, num amigável contra a Letónia jogado no Aviva Stadium, em Dublin. Ferguson marcou o 2º golo dos irlandeses, aos 17 minutos, sendo substituído por Troy Parrott aos 73 minutos de jogo; a partida terminou numa vitória irlandesa por 3–2

## Estatísticas na carreira

### Clube
- Atualizado até 28 de maio de 2023[39]

| Clube                      | Temporada         | Campeonato                         | Campeonato | Campeonato | Taça  | Taça  | Taça da Liga | Taça da Liga | Outros | Outros | Total | Total |
| Clube                      | Temporada         | Divisão                            | Jogos      | Golos      | Jogos | Golos | Jogos        | Golos        | Jogos  | Golos  | Jogos | Golos |
| -------------------------- | ----------------- | ---------------------------------- | ---------- | ---------- | ----- | ----- | ------------ | ------------ | ------ | ------ | ----- | ----- |
| Bohemians                  | 2019              | League of Ireland Premier Division | 1          | 0          | 0     | 0     | 0            | 0            | 0      | 0      | 1     | 0     |
| Bohemians                  | 2020              | League of Ireland Premier Division | 2          | 0          | 1     | 0     | —            | —            | —      | —      | 3     | 0     |
| Bohemians                  | Total             | Total                              | 3          | 0          | 1     | 0     | 0            | 0            | 0      | 0      | 4     | 0     |
| Brighton & Hove Albion     | 2021–22           | Premier League                     | 1          | 0          | 2     | 0     | 1            | 0            | —      | —      | 4     | 0     |
| Brighton & Hove Albion     | 2022–23           | Premier League                     | 19         | 6          | 4     | 3     | 2            | 1            | —      | —      | 25    | 10    |
| Brighton & Hove Albion     | Total             | Total                              | 20         | 6          | 6     | 3     | 3            | 1            | —      | —      | 29    | 10    |
| Brighton & Hove Albion U23 | 2021–22           | —                                  | —          | —          | —     | —     | —            | —            | 2      | 1      | 2     | 1     |
| Brighton & Hove Albion U23 | 2022–23           | —                                  | —          | —          | —     | —     | —            | —            | 3      | 1      | 3     | 1     |
| Brighton & Hove Albion U23 | Total             | Total                              | —          | —          | —     | —     | —            | —            | 5      | 2      | 5     | 2     |
| Total de Carreira          | Total de Carreira | Total de Carreira                  | 23         | 6          | 7     | 3     | 3            | 1            | 5      | 2      | 38    | 12    |

1. ↑  Inclui FAI Cup e FA Cup
2. ↑  Inclui League of Ireland Cup e EFL Cup
3. 1 2  Jogos no EFL Trophy

### Internacional
- Atualizado até 27 de março de 2023[40]

| Seleção              | Ano   | Jogos | Golos |
| -------------------- | ----- | ----- | ----- |
| República da Irlanda | 2022  | 2     | 0     |
| República da Irlanda | 2023  | 2     | 1     |
| Total                | Total | 4     | 1     |

| Nº | Data                | Local                          | Adversário | Placar | Resultado | Competição |
| -- | ------------------- | ------------------------------ | ---------- | ------ | --------- | ---------- |
| 1  | 22 de março de 2023 | Aviva Stadium, Dublin, Irlanda | Letónia    | 2–0    | 3–2       | Amigável   |